# Thảo quyết minh
Thảo quyết minh (Tên khoa học: Senna obtusifolia) là một cây rau thuộc chi Senna.
Chúc mọc hoang ở Bắc, Trung, và Nam Mỹ, châu Á, châu Phi, và châu Đại Dương.

## Danh pháp đồng nghĩa
- Cassia humilis Collad.

Cassia humilis Steud. is a synonym of Chamaecrista kunthiana
Cassia numilis Collad. is apparently a misprint and refers to Senna tora
- Cassia obtusifolia L.
- Cassia tora auct. non L.

Cassia tora L. is a synonym of Senna tora
- Cassia tora L. var. b Wight & Arn.
- Cassia tora L. var. humilis (Collad.) Collad.
- Cassia tora L. var. obtusifolia (L.) Haines
- Cassia toroides Raf.
- Cassia toroides Roxb.
- Diallobus falcatus Raf.
- Diallobus uniflorus Raf.
- Senna toroides Roxb.
- Senna obtusifolia - Jue ming zi in Chinese

## Tham khảo

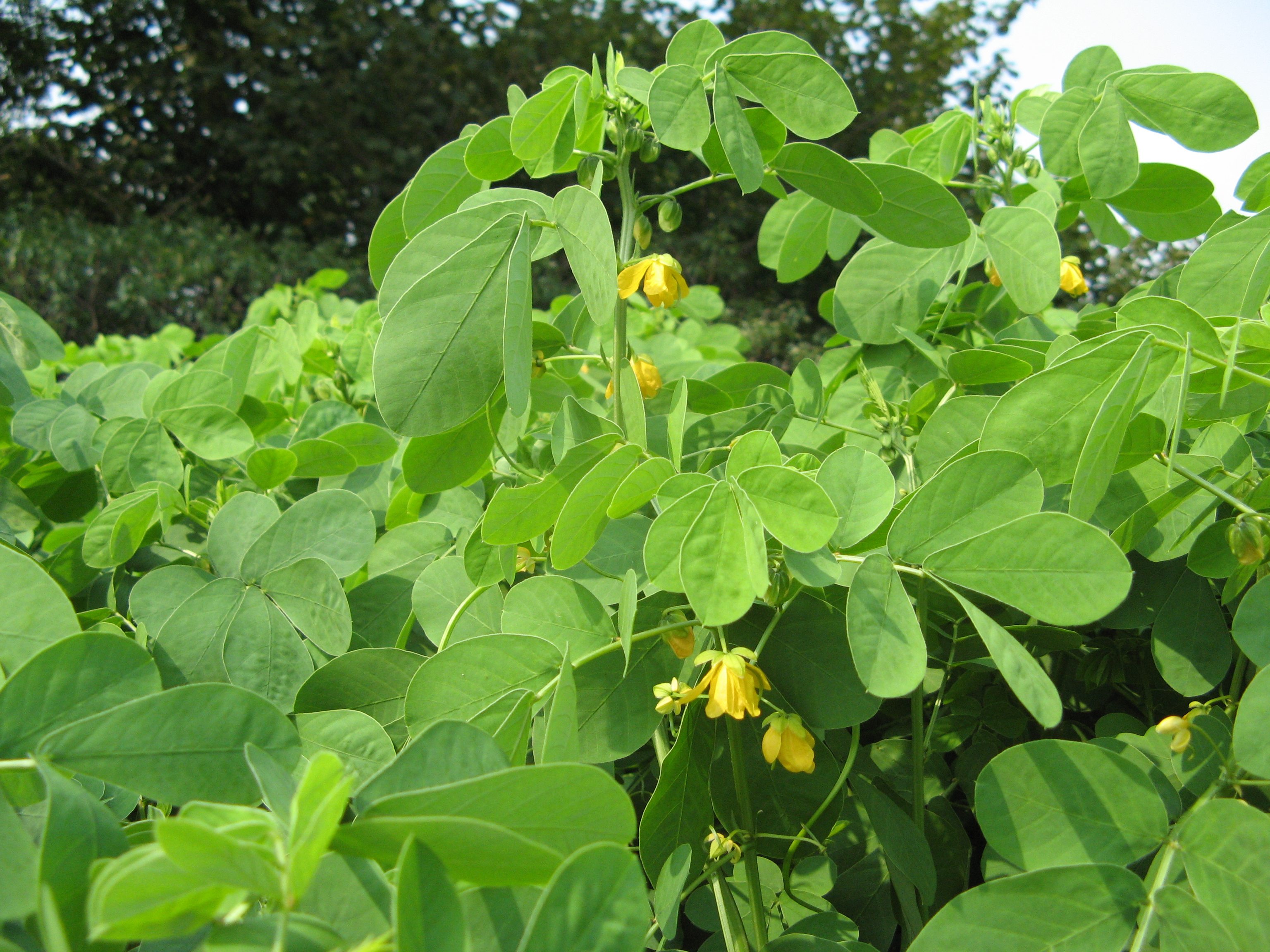
Flowering branches